# Parroquia de Bienville
La parroquia de Bienville (en inglés: Bienville Parish), fundada en 1848, es una de las 64 parroquias del estado estadounidense de Luisiana. En el año 2000 tenía una población de 15.752 habitantes con una densidad poblacional de 8 personas por km². La sede de la parroquia es Arcadia.

## Geografía
Según la Oficina del Censo, la parroquia tiene un área total de 2128 km² (821,6 mi²), de la cual 2100 km² (810,8 mi²) es tierra y 29 km² (11,2 mi²) (1.35%) es agua.

### Parroquias adyacentes
- Parroquia de Claiborne - norte
- Parroquia de Lincoln - noreste
- Parroquia de Jackson - este
- Parroquia de Winn - sureste
- Parroquia de Natchitoches - sur
- Parroquia de Red River - suroeste
- Parroquia de Bossier - oeste
- Parroquia de Webster - noroeste

## Carreteras
- Interestatal 20
- U.S. Highway 80
- U.S. Highway 371
- Carretera Estatal de Luisiana 4
- Carretera Estatal de Luisiana 9

## Demografía
En el 2000 la renta per cápita promedia de la parroquia era de $23,663, y el ingreso promedio para una familia era de $30,241. En 2000 los hombres tenían un ingreso per cápita de $28,022 versus $18,682 para las mujeres. El ingreso per cápita para la parroquia era de $12,471. Alrededor del 26.10% de la población estaba bajo el umbral de pobreza nacional.

## Ciudades y pueblos
| - Arcadia - Bienville - Bryceland | - Castor - Gibsland - Jamestown | - Lucky - Mount Lebanon | - Ringgold - Saline |